# Was Frauen träumen
Was Frauen träumen è un film del 1933, diretto da Géza von Bolváry.

## Trama
Una donna ruba un diamante da un gioielliere di Zurigo. A seguirla, in auto, a sua insaputa, c'è un uomo. Egli, in seguito, si reca nella gioielleria, e paga al proprietario il gioiello sottratto. Dice di chianarsi Levassor. Il gioiellere è soddisfatto, non sporge denuncia. Ma ciò non distoglie la polizia – nelle persone dell'ispettore Kleinsilber, il poliziotto cattivo, e dell'ispettore Otto Füssli, il poliziotto buono, grandi rivali -  dall'indagare: un diamante manca, un colpevole deve essere trovato. La ladra è Rina Korff, cantante presso l'Atlantic Hotel, del quale occupa la stanza 88. Giunta in albergo, Rina appende il gioiello, insieme ad altre gioie trafugate in precedenza, al lampadario di cristallo della stanza.
Infatti appare alla polizia che furti simili sono avvenuti, di recente, nelle gioiellerie di mezza Europa: il carattere distintivo di tali crimini è che il ladro lascia sempre all'interno della gioielleria rapinata un guanto. Anche nel caso presente il guanto viene rinvenuto, e l'ispettore Otto Füssli, notando su di esso un particolare profumo, si rivolge all'amico e dirimpettaio Walter König, impiegato in una nota profumeria della città, per avere maggiori ragguagli. Walter non ha dubbi: egli identifica il profumo come il famoso Was Frauen träumen ("Ciò che le donne sognano"), prodotto da una ditta parigina. Di quel profumo, dato il suo costo esorbitante, ne vengono venduti solo pochissimi esemplari: in una facile ricerca sui libri contabili della profumeria, Walter appura che il flacone venduto per ultimo a Zurigo è stato inviato alla stanza 88 dell'Hotel Atlantic, e riferisce la notizia ad Otto.
Il caso sembra chiuso quando i due ispettori si recano all'albergo – nella hall del quale Rina era stata contattata da Levassor, che le aveva proposto una non meglio definita collaborazione ed era stato da lei, che non lo consosceva più di tanto, allontanato - ed appurano che la camera in questione è occupata da Rina. Dopo la sua esibizione ella sta per essere arrestata. Ma Walter König, presente nell'albergo per motivi professionali, col suo fiuto infallibile, ha già riconosciuto Rina, la presunta colpevole, dalla quale si sentiva irrimediabilmente attratto, e, dopo aver estremamente apprezzato la sua interpretazione, ammaliato dalla canzone e dalla cantante, la sottrae alla retata della polizia, e la istrada su un treno che è diretto oltreconfine, là dove non potrà più essere perseguita per i suoi crimini. Grande è il suo stupore quando, rientrato a casa, la ritrova nel suo letto: Rina, con la sua notevolissima capacità di  borseggiatrice, aveva sottratto le chiavi di casa a Walter, e si era rifugiata presso di lui.
Walter redarguisce la donna per i furti, e lei gli confessa di essere una cleptomane, attratta da ogni cosa che luccica, ma lo assicura che in ogni caso non ha mai lucrato dai gioielli che aveva rubato: essi sono ancora tutti nella camera 88. Walter intravede quindi l'occasione per liberarla dalla pressione della polizia, e redimerla (guarirla) dalla sua tendenza criminale, tramite la possibilità di restituire il maltolto, una volta recuperato, ai legittimi proprietari. Camuffata, la coppia cerca di prendere in affitto la camera 88, che però è occupata da Kleinsilber che la sta rovistando, invano, da cima a fondo. Walter e Rina si accontentano quindi della camera adiacente. Agiscono in fretta e con abilità: in breve tempo tolgono l'elettricità alla stanza 88, poi intervengono presso lo spazientito Kleinsilber spacciandosi per personale dell'albergo incaricato di riparare il guasto, e recuperano le pietre preziose.
Inaspettatamente, in quel frangente compare anche Levassor. Nella stanza attigua, inudito dall'ispettore, egli fornisce prova agli attoniti Rina e Walter di aver rifuso ad ogni gioielliere rapinato l'ammontare delle varie refurtive, poi, ribadendo la proposta di collaborazione che aveva a fatto a suo tempo alla donna, propone una singolare sfida. Nelle sue parole rivolte a Rina essa suona: "Se veramente non ruberai più, allora il mio ruolo sarà superfluo, e io mi eclisserò; in caso contrario, sarà Walter König a divenire innecessario". Walter è certo che Rina modificherà il proprio comportamento, e il patto viene accettato da tutti e tre.
Otto Füssli, in presenza di Walter, sta sciorinando le pratiche ancora aperte sulle quali è prevista una taglia per la cattura dei vari malviventi che hanno perpetrato le relative azioni criminose: se solo egli avesse assicurato alla giustizia uno solo di essi non solo la sua situazione finanziaria sarebbe cambiata per il meglio, ma egli avrebbe sicuramente ottenuto la nomina a commissario capo, alla faccia di Kleinsilber. La taglia maggiore riguarda il falsario John Constaninescu, una foto del quale Walter preleva e porta con sé.
Walter aveva ricevuto due biglietti omaggio per una rappresentazione ad un teatro di varietà, e vi si reca con Rina. Il proprietario del teatro è Levassor, e, grazie ad un particolare gioco di luci e ombre, Walter è in grado di riconoscere in lui il ricercato John Constaninescu. Si assenta quindi per andare a riferire la cosa all'amico Otto, che, lo avesse catturato, avrebbe riscosso l'importante taglia. Nel frattempo Rina era rimasta nel locale. Levassor/Constaninescu, quella sera, aveva incaricato i suoi complici di indossare con nonchalance gioielli e di circondare Rina, che sarebbe stata in tal modo soggetta alla tentazione di rubarli, ed avrebbe quindi perso la scommessa, fatto che la costringeva, secondo il patto, a collaborare con lui. Era infatti convinto che le incomparabili capacità di borseggiatrice di Rina avrebbero giovato immensamente alla sua attività di ladro di gioielli, che peraltro aveva già intrapreso nel suo locale.
Levassor, quella sera, aveva cercato quindi di nuovo di guadagnare Rina alla sua parte, facendole intravedere enormi possibilità di guadagno, una volta spartita la futura refurtiva. Ma Rina, a fatica, si era mantenuta morigerata e non aveva rubato nulla. Guidato da Walter giunge sul posto l'ispettore Otto Füssli, che, arrestando Levassor si guadagna la taglia e la promozione. Kleinsilber arriva troppo tardi, e, per la prima volta, i ruoli di cattivo/buono, fra i due, si invertono. Rina e Walter possono ora riunirsi.

## Colonna sonora
Nel film vengono eseguite, in diverse versioni, due canzoni, entrambe con musica di Robert Stolz e testo di Robert Gilbert, suonate dall'orchestra di Oskar Joost: Der Weg zu Dir ist nie weit, e Ja, die Polizei, die hat die schönsten Männer. Entrambi i titoli sono stati pubblicati dalla Alrobi-Musikverlag di Berlino.

## Produzione
Le riprese sono state effettuate fra metà gennaio e metà febbraio del 1933.
Per quanto girato nelle prime settimane dell'instaurazione del Terzo Reich Was Frauen träumen è un esempio di film tipico del periodo finale della Repubblica di Weimar. La nuova politica di Goebbles riguardo al cinema non era ancora entrata nella sua fase pervasiva, ed il film, come era tipico del tempo, è stato realizzato da diversi artisti ebrei. Per molti di essi Was Frauen träumen ha rappresentato l'ultimo film girato in Germania, prima che prendessero la via dell'emigrazione, come il produttore Julius Haimann, gli sceneggiatori Franz Schulz e Billy Wilder, il direttore della fotografia Willy Goldberger, e gli attori Peter Lorre e Kurt Lilien. Anche la protagonista Nora Gregor, pur non essendo ebrea, dopo le riprese ha abbandonato la Germania per non più farvi ritorno.
Dopo essere passata attraverso il processo di censura (vietato ai minori) l'11 marzo 1933, la pellicola approvata aveva una lunghezza di 2212 metri rispetto ai 2216 della pellicola sottoposta all'esame (un successivo intervento della censura, il 18 marzo 1933, vietava la proiezione del film in Germania). La Deutsche Kinemathek – Museum für Film und Fernsehen di Berlino custodisce una copia positiva della pellicola, in diacetato, 35mm, della lunghezza di 2469 metri.

## Distribuzione
La prima di Was Frauen träumen ha avuto luogo il 16 marzo 1933 in Ungheria. In Germania, superando l'iniziale divieto di distribuzione del film ottenuto in data 18 marzo, Was Frauen träumen è uscito il 18 o 20 aprile dello stesso anno contemporaneamente al Titania-Palast e all'Atrium di Berlino. Nel corso del 1934 il film è stato distribuito in Portogallo (uscita: 16 maggio) e in Spagna (uscita: 28 maggio).
È attestata un'edizione del film in DVD, con audio tedesco e sottotitoli inglesi; Was Frauen träumen è inoltre visionabile su YouTube.

## Accoglienza
Nell' Österreichische Film-Zeitung  del 29 aprile 1933 si legge: "Con (…) Was Frauen träumen il regista Géza von Bolváry ha dato vita ad un film affascinate pieno di trovate originali. Gli attori (…) forniscono prestazioni eccezionali".
In tempi più recenti, sul sito Film.at possiamo leggere: "Il miglior film di Nora Gregor in lingua tedesca, messo in scena dal regista di intrattenimento Géza von Bolváry, le offre finalmente lo spazio per dimostrare il suo talento. Nei panni di una ladra provetta dà corpo al personaggio di una donna disarmante – che sia in un elegante abito da sera, in una camicia da notte maschile o con l'uniforme da cameriera –  sempre qualche passo avanti rispetto agli uomini del suo entourage. Con il laborioso smascheramento del cattivo, che è naturalmente affare da uomini, il film, nell'attimo della resa dei conti, perde un poco il suo ritmo. Nora Gregor convince in ogni caso, non da ultimo nei due numeri musicali composti da Robert Stolz – fra i quali un indimenticabile duetto con Peter Lorre".

## Remake
Il film One Exciting Adventure, girato da Ernst L. Frank negli Stati Uniti nel 1934 è un remake di Was Frauen träumen.